# Schwarz-rot-gelbe Koalition

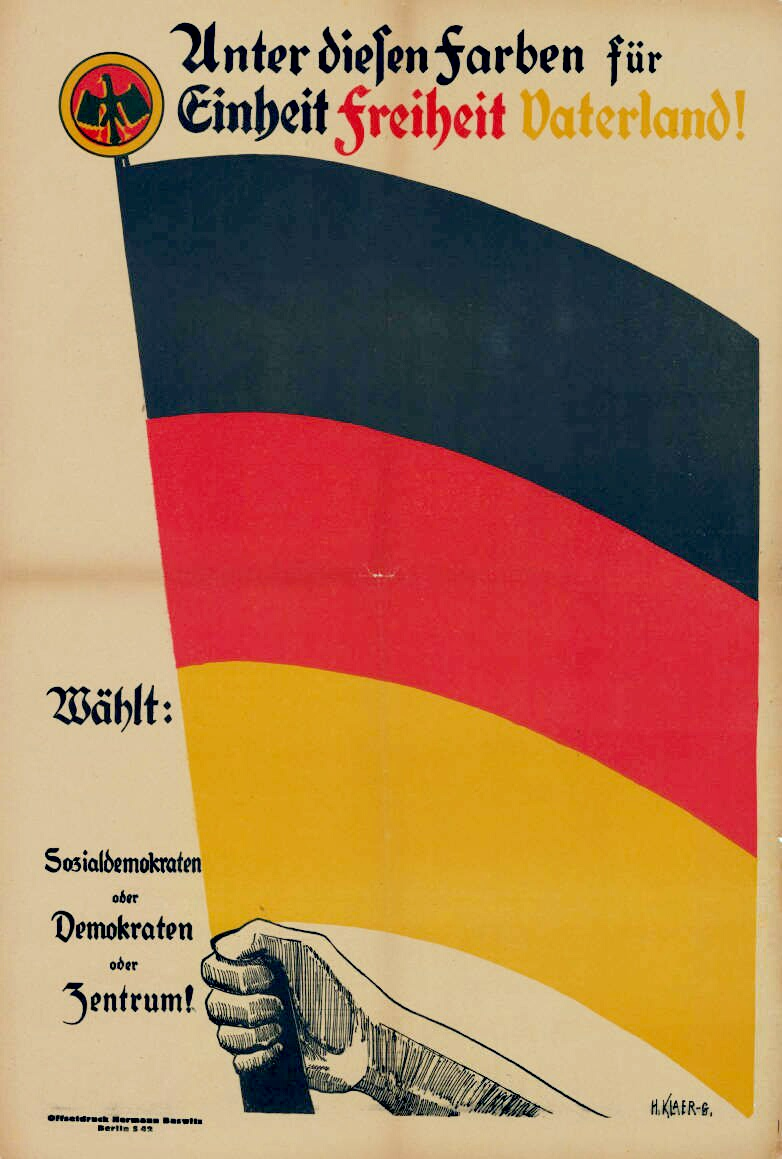
Wahlplakat für die Weimarer Koalition (1924)

Unter einer schwarz-rot-gelben Koalition oder auch Deutschland-Koalition versteht man in Deutschland eine Koalition aus einer konservativen und/oder christdemokratischen Partei (Parteifarbe schwarz), einer sozialdemokratischen oder sozialistischen Partei (Parteifarbe Rot) und einer liberalen Partei (Parteifarbe Gelb).

## Bundesebene
Die erste Koalition dieser Art war die 1919 in der Weimarer Nationalversammlung gebildete Weimarer Koalition aus Zentrumspartei (schwarz), SPD (rot) und DDP (gelb). Sie bestand später auch mehrfach im Reichstag und in einigen Ländern, darunter Preußen (Kabinette Hirsch, Braun I, Marx und Braun III).
In der heutigen Bundesrepublik Deutschland wird eine Koalition aus CDU/CSU, SPD und FDP als schwarz-rot-gelbe Koalition bezeichnet. Sie existierte bisher nur auf Landes- und Kommunalebene.
In Österreich wird eine politisch vergleichbare Koalition aus ÖVP, SPÖ und Neos wegen der Kombination der dort verwendeten Parteifarben (türkis, rot und pink) auch Zuckerlkoalition genannt und seit März 2025 von der Bundesregierung unter Christian Stocker gebildet.

## Landesebene

### Berlin
Bei der ersten Wahl nach dem Zweiten Weltkrieg verfehlte die SPD die absolute Mehrheit mit 48,7 Prozent der abgegebenen Stimmen denkbar knapp. Wegen der angespannten politischen Lage vor dem Hintergrund des sich abzeichnenden Kalten Krieges bildete die SPD zusammen mit CDU und LDP eine Koalition, sodass die SED die Opposition in der Stadtverordnetenversammlung darstellte. Oberbürgermeister wurde zunächst Otto Ostrowski (SPD), der 1947 von seinem Parteikollegen Ernst Reuter abgelöst wurde.
Vor dem Hintergrund des krisenhaften Zustands der Stadt (vor allem wegen der Berlin-Blockade) wurde diese Koalition auch nach den Wahlen von 1948 und 1950 auf Westberliner Ebene weitergeführt. Ernst Reuter stand ihr als Oberbürgermeister bzw. ab 1951 als Regierender Bürgermeister vor. Da die SPD die stärkste Kraft darstellte, muss hier von einer „Rot-schwarz-gelben Koalition“ gesprochen werden. Nach Reuters Tod im September 1953 zerbrach diese. CDU und FDP, die über 66 Mandate im Abgeordnetenhaus verfügten, bildeten eine schwarz-gelbe Koalition; die SPD ging mit 61 Sitzen in die Opposition. Walther Schreiber (CDU) wurde neuer Regierender Bürgermeister und blieb es bis zur Berlinwahl 1954.

### Bremen
Nach der Bürgerschaftswahl in Bremen 1951 bildete der Bremer Bürgermeister Wilhelm Kaisen (SPD) eine Koalition aus SPD, FDP und CDU (Senat Kaisen IV). Diese wurde nach der Wahl 1955 trotz einer absoluten Mehrheit der SPD fortgesetzt (Senat Kaisen V). Nach der Bürgerschaftswahl 1959 konnte die SPD ihre absolute Mehrheit ausbauen, trotzdem arbeitete die SPD mit der FDP im Rahmen einer sozialliberalen Koalition weiter (Senat Kaisen VI), die CDU musste in die Opposition gehen.

### Saarland
Nach der Landtagswahl im Saarland 1955 bildeten die Parteien des sogenannten Heimatbundes (CDU, SPD und FDP/DPS) eine gemeinsame Landesregierung unter Hubert Ney (CDU) (Kabinett Ney). Nach Neys Rücktritt 1957 wurde die Koalition unter der Führung von Egon Reinert (CDU) bis zum Jahr 1959 fortgesetzt (Kabinett Reinert I). Danach bildete Reinert eine Regierung seiner CDU mit der SPD und der CVP.

### Sachsen-Anhalt
Nach der Landtagswahl in Sachsen-Anhalt 2021 nahmen die Parteien CDU, SPD und FDP Koalitionsverhandlungen im Juli 2021 auf und unterstützten am 16. September 2021 gemeinsam Reiner Haseloff bei seiner, auf einem Koalitionsvertrag dieser drei Parteien basierenden, erneuten Wahl zum Ministerpräsidenten (Kabinett Haseloff III).

## Kommunalebene
Seit 2019 regiert eine Deutschland-Koalition in Bremerhaven. Im Saarbrücker Stadtbezirk Mitte kooperieren CDU und SPD seit 2019 mit der FDP. Auch im Kölner Stadtbezirk Mülheim gibt es seit 2019 eine solche Koalition, angeführt von der SPD. Ebenso bildete sich im Bezirk Hamburg-Mitte 2019 eine Deutschland-Koalition unter der Führung der SPD.
In der südhessischen Stadt Bensheim bildet eine Deutschland-Koalition die Mehrheit in der Stadtverordnetenversammlung seit der hessischen Kommunalwahl 2021.